# Мірмекійський скарб
Мірмекійський скарб — археологічний скарб, знайдений у 2003 р. археологічною експедицією Державного Ермітажу (РФ) під керівництвом О. М. Бутягіна на античному городищі Мірмекій у межах Керчі. Становить собою зібрання з 99 статерів, викарбуваних з електри в малоазійському місті Кізік у V та, ймовірно, на початку IV ст. до н. е. — т. зв. «кізікинів», які у вказаний період були основною грошовою одиницею узбережжя Чорного моря. Кізікини загалом та примірники з Мірмекійського скарбу зокрема відрізняються великим розмаїттям зображень, розташованих на аверсах монет.
Скарб був знайдений у бронзовій ольпі у кладці стін вівтарного приміщення споруди IV ст. до н. е., за припущенням — святилища Деметри, що дозволяє бачити в ньому частину храмової або міської скарбниці Мірмекію. Скарб був прихований, вочевидь, у другій чверті IV ст. до н. е. Обставини його закладання пов'язують із періодом війн в історії Боспорського царства, до якого входив Мірмекій, за часів правління Левкона I.
Цей скарб є найбільшою знахідкою кізікинів на території колишнього Боспорського царства та Північного Причорномор'я і другою за величиною знахідкою кізікинів у світі. Також він є одним із найвидатніших артефактів, виявлених у Мірмекії. Унікальність зібрання полягає у наявності монет лише з одного центру карбування (Кізіка), а також у тому, що скарб не був розграбований, на відміну від багатьох інших монетних скарбів регіону. Наразі предмети зі скарбу експонуються у Золотій коморі «Східнокримського історико-культурного музею-заповідника» в Керчі.

## Обставини виявлення
Античне городище Мірмекій розташоване у східній частині Криму, на Керченському півострові; наразі перебуває у межах Керчі. Давнє місто було локалізоване на скелі на території сучасного мису Карантинний у Керченській затоці, на березі Керченської протоки Азовського моря.
Перші дослідження городища проводилися ще у XIX ст. Локалізував Мірмекій у районі керченського портового карантину та склав перший план городища засновник керченської археології П. Дюбрюкс у 1820 р. У 1834 р. матроси Керченського порту на майбутньому Карантинному мисі випадково виявили розбитий мармуровий саркофаг, який наразі перебуває у зібранні Ермітажу і станом на початок XXI ст. залишається найбільшим мармуровим саркофагом з-поміж виявлених у Північному Причорномор'ї за 200 років розкопок у регіоні. У 1863 р. розвідувальні розкопки в цьому районі проводив О. Ю. Люценко, у 1880-х рр. околиці Мірмекію копав Ф. І. Грос, у 1900-х рр. — В. В. Шкорпіл. Систематичні розкопки в Мірмекії почалися у 1934 р. під керівництвом В. Ф. Гайдукевича і тривали з перервами до 1966 р. (у 1956—1958 рр. — спільно з польськими археологами на чолі з К. Міхаловським). У 1982—1994 рр. на пам'ятці працювала експедиція Ю. О. Виноградова. У 1999 р. було проведено спільну експедицію Інституту історії матеріальної культури РАН та Державного Ермітажу, а з 2000 р. на городищі почала працювати постійна Ермітажна Мірмекійська археологічна експедиція на чолі з О. М. Бутягіним.
20 серпня 2003 р., наприкінці польового сезону, на ділянці, де розкопки проводилися під керівництвом наукового співробітника Ермітажу Д. Ю. Чистова, студент Олександр Ковригін, котрий працював в експедиції, виявив під каменем тріснуту бронзову посудину з жовтими монетами. Першого дня було знайдено 95 монет, потім, під час просіювання ґрунту та його перевірки металошукачем — ще 4 монети та дрібні уламки посудини. Знахідки одразу ж були зафіксовані та передані до Керченського державного історико-культурного заповідника (КІКЗ).
Скарб був знайдений на так званій ділянці «І» розкопу, який, попри велику площу (4 га), вважався найбільш вивченою частиною пам'ятки, причому ще з часів В. Ф. Гайдукевича. Однак від початку праці експедиції Ермітажу було вирішено, що північна частина ділянки буде дообстежена. Це було пов'язане з тим, що внаслідок смерті В. Ф. Гайдукевича та припинення розкопок у 1966 р. тут не був до кінця розкопаний зільний пагорб («зільник I») — результат культових практик мешканців Мірмекію, поширених у пізньокласичний та елліністичний періоди. У 1964—1966 рр., незадовго до припинення робіт, у цьому районі була розкрита пізніша будівля IV ст. до н. е., що виникла вже на місці зільника, — т. зв. «святилище Деметри».
У 2001—2003 рр. у північній частині ділянки «І» були проведені пошукові роботи з метою уточнення хронології будівництва та завершення реконструкції плану святилища, що містило вівтарне приміщення (з прямокутним кам'яним вівтарем) та кілька суміжних приміщень. Було встановлено, що споруда була зведена на початку IV ст. до н. е., а на початку другої чверті століття істотно перебудована та розширена. Під час розбирання решток стіни приміщення з вівтарем якраз і було виявлено монетний скарб у бронзовому глеку.
Глек був закладений у неглибоку яму під кут стін, яка була забита ґрунтом із бутовим каменем і потім закладена плитами вимостки підлоги. Згодом якраз над місцем закладання, в кутку приміщення, було споруджено ймовірний підмурок для дерев'яних сходів, які вели на другий поверх святилища. Це додатково посприяло ізоляції скарбу. Оскільки у 70-х рр. IV ст. до н. е. святилище було капітально реконструйоване, глек із монетами міг бути схований під стіною будівлі лише після цієї реконструкції — тобто не раніше ніж у другій чверті століття.
Переважна частина руїн святилища Деметри була розібрана у 1966 р. з метою дослідження культурних шарів, котрі передували появі зільника, на місці якого свого часу було збудоване святилище, однак рештки південного та східного мурів над місцем приховання скарбу були лише розчищені у 1965 р. й не розібрані до кінця. Повз них пролягала стежина, яку місцеві мешканці проклали територією городища.

## Склад скарбу

### Посудина
Глек, у якому були знайдені монети, є бронзовою ольпою. Подібні посудини часто фігурували в якості вотивних підношень у храмах і використовувалися в процесі жертвоприношень. Мірмекійська ольпа має пласке дно, витягнутий циліндричний корпус, який дещо розходиться до згладжених плечиків, круглий гладкий вінчик без орнаменту, відігнутий назовні, високу масивну петлевидну ручку з круглим перетином. Висота посудини без ручки — 21,5 см, діаметр дна — 3,8 см, широкої частини корпусу — 8,5 см, горла — 5,2 см. Верхній кінець ручки приклепаний трьома заклепками до горла під вінчиком, нижній припаяний до корпусу під плечиком. Нижній кінець ручки завершується атташем (декоративною накладкою на поверхню посудини) у вигляді лев'ячого писка з передніми лапами обабіч. Спочатку рельєф атташу був прочитаний як зображення Горгони Медузи.
Ольпа з Мірмекію належить до біконічних бронзових ольп. До знахідки в Криму дослідникам були відомі лише 38 посудин подібного типу. Глеків, цілковито аналогічних до виявленого у святилищі Деметри, встановити не вдалося. На підставі схожості з керамічними ольпами, знайденими на Афінській агорі, посудину можна датувати другою половиною чи навіть останньою чвертю V — першою половиною IV ст. до н. е. цілком імовірно, що ольпа потрапила до святилища як пожертва. Вона могла бути виготовлена істотно раніше за момент приховання скарбу у другій чверті IV ст. до н. е. (проміжок може становити від кількох десятиліть до 100 років). Можливо, це пов'язано з тим, що тривалий час перед закладанням скарбів такі ольпи використовувалися у храмовому начинні. Крім самого місця знахідки, це ще один аргумент на користь того, що монети, сховані у святилищі Деметри в Мірмекії, були храмовим скарбом.
За час перебування у землі бронза глека потріскалася, стінки розшарувалися; фактично він розпався на частини, оскільки був стиснутий камінням (загалом було зібрано 23 фрагменти). Атташ зазнав значної корозії, що пояснює початкову помилкову інтерпретацію його рельєфу як зображення Медузи Горгони. Тим не менше, завдяки праці керченських реставраторів, форма глечика була цілковито відновлена. Погане збереження лев'ячого рельєфу в нижній частині ручки, коли вгадуються лише обриси, а деталі зображення відновити неможливо, перешкоджає точнішому датуванню ольпи та встановленню регіону її виготовлення.

### Монети
Попри доволі незначні розміри посудини, в ній перебували 99 монет. Усі вони становлять собою статери вагою близько 16 г (тобто подвійні золоті статери), викарбувані в рамках фокейської вагової системи (за ім'ям міста Фокей), однієї з найстаріших у давній Греції. Метал, з якого викарбувані монети, — електра (електрум, також іноді вживається не зовсім точний термін «біле золото»), штучний сплав золота і срібла з більш або менш чітко встановленою часткою золота. У статерах з Мірмекійського скарбу вміст золота початково був оцінений на рівні в 53-55 %. Від тривалого перебування в землі монети практично не постраждали, лише на деякі з них потрапили зелені плями від бронзи глека, що окислилася; вони були легко видалені. Монети різний час перебували в ужитку, частина з них — практично нові, інші дуже потерті через тривале використання.
Всі монети зі скарбу — так звані кізікини, тобто монети, випущені в обіг у грецькому місті Кізік, в історичній області Мізія в Малій Азії, на південному березі Мармурового моря. Коли вільні поліси європейської Греції карбували монети зі срібла, а монополію на карб золотої монети (даріків) мала Персія, грецькі міста Малої Азії мали можливість використовувати для виробництва металічних грошей змішаний зі сріблом золотий пісок малоазійських річок. Перші монети Кізіка карбувалися зі сплаву золота зі сріблом, у якому частка золота дуже коливалася, а також був присутній невеликий домішок міді. З межі VI—V ст. до н. е. Кізік почав суворіше контролювати відсоток золота й перейшов на карб з електри. Основним номіналом Кізіка був статер.
Кізікин виглядає як грубий сплеснутий шмат металу, на аверсі якого розташоване опукле зображення, а на реверсі — увігнутий квадрат з чотирьох пелюсток. Подібний вигляд монети пов'язаний з особливостями її виготовлення. Металічна заготовка з електри розташовувалася на пласкій поверхні з увігнутим рельєфом лицьового зображення і «штампувалася» зверху чотирикутним стрижнем, який мав гострі виступи для посилення тиску на метал. Відтак на зворотному боці монети лишався квадрат із чотирмя пелюстками, який згодом дістав латинську назву quadratum incusum.
Серед монет Мірмекійського скарбу наявні одразу 53 типи кізікинів (тобто близько 1/5 від загальної кількості типів). Більшість типів презентовані однією, двома або трьома монетами. Найбільшу кількість примірників у складі скарбу мають наступні типи: (Тип за Фрітце / Група / Опис / Кількість монет у скарбі)
- 85 / IIb, c / Лев ліворуч із гривою сторчма, роззявленою пащекою, висунутим язиком і припіднятою правою передньою лапою, який сидить на тунці ліворуч і б'є хвостом / 4
- 105 / IIb, c / Профіль юнака ліворуч із блискучим волоссям, закріпленим на потилиці, розташований на диску, внизу тунець ліворуч / 4
- 110 / IIb, c / Оголений молодик ліворуч верхи на дельфіні, що пливе, ліворуч, який тримає у витягнутій правій руці тунця за хвіст (спиною назовні), ліва рука з розчепіреними пальцями опущена назад, унизу тунець ліворуч / 4
- 136 / III / Жіноча голова (ймовірно, німфи) праворуч, вкрита на тімені наміткою з меандром і зигзагоподібним візерунком, із кучериком на скроні та круглою сережкою, внизу тунець праворуч / 5
- 167 / III / Оголений безбородий чоловік, ймовірно Геракл, обернений праворуч, із пілосом на голові (на верхівці шолома — кільце), що стоїть на правому коліні на тунці праворуч, із булавою донизу в опущеній правій руці позаду та шкурою тварини в якості щита у витягнутій лівій руці / 7

З 53 типів кізікинів, презентованих у складі скарбу, 3 типи відсутні в каталозі Г. фон Фрітце. Перший з них має зображення сфінкса, оберненого ліворуч, із витягнутими вертикально передніми лапами, внизу тунець. Другий тип має зображення оберненого ліворуч Тритона, що пливе, з витягнутими вперед руками та з тунцем у правій руці, під ним тунець ліворуч. Існує схожий за композицією тип зі Сциллою, що пливе.
Ще один кізікин, знайдений у святилищі Деметри, був відкритий і описаний вперше — до виявлення скарбу в Керчі на такий тип електрових статерів Кізіка дослідники не натрапляли. На аверсі цієї монети зображений вояк в аттичному шоломі з гребенем і в хітоні, який сидить прямо, ставши на праве коліно, спершись на праву руку, виставивши ліву ногу праворуч і повернувши голову в той же бік, із луком у лівій руці, внизу тунець праворуч. Можливо, це герой Троянської війни Пандар.
З урахуванням уточненої пізнішими дослідженнями хронології карбування кізікинів видно, що всі монети скарбу потрапили за часом свого походження у проміжок між 500 і 400 рр. до н. е. Найдавнішою монетою скарбу, випущеною у 550—500 рр. до н. е., є кізікин із зображенням голови Афіни у коринфському шоломі, оберненої ліворуч, із показаним пунктиром волоссям, праворуч тунець по діагоналі головою донизу. Від самого початку досліджень археологічного матеріалу скарбу припускалося, що принаймні деякі монети могли бути викарбувані дещо пізніше за V ст. до н. е. Наразі принаймні одна монета з Мірмекійського скарбу (унікальний статер із сидячим лучником) належить до перших десятиліть IV ст. до н. е.
За вмістом золота кізікини зі складу скарбу розподіляються наступним чином: 500 проба — 2 монети, 550 проба — 61 монета, 570 проба — 21 монета, 583 проба — 15 монет.
На монетах з Мірмекійського скарбу у великій кількості зображені грецькі боги. Передусім це Аполлон (на кількох статерах зі скарбу присутня його голова), від одного з численних синів якого походить Кізік — міфологічний засновник однойменного міста, що карбувало кізікини. З культом Аполлона пов'язані й зображення на монетах деяких тварин і міфологічних істот, наприклад — тип статера з двома дельфінами та тунцем поміж ними.
До числа умовно «місцевих» міфологічних сюжетів, презентованих на кізікинах, також належить комплекс зображень, пов'язаних із циклом міфів про аргонавтів, які під час свого походу до Колхиди відвідали Кізік. Зображення юного вояка на кількох статерах асоціюється з одним з аргонавтів. Рясно презентовані у складі скарбу монети з Гераклом, одним з учасників походу. Своєю чергою, з міфами про Геракла пов'язане зображення Цербера. Статуя хлопчика на одному з кізікинів може зображати юного Геракла. Рельєф із вояком, що випробовує стрілу, розглядається як посилання на Ясона. Баран на монетах пов'язується з міфом про Фрікса, Геллу та золоте руно, хоча також він може бути частиною культу Аполлона.
Ціла низка сюжетів, присутніх на кізікинах з Мірмекійського скарбу, була, ймовірно, запозичена з карбу інших грецьких міст. Наприклад, за модель для найдавнішої монети скарбу, з головою Афіни у коринфському шоломі, як і для статера з Пегасом, міг правити відповідний рельєф на коринфських монетах. Крім Пегаса, з коринфського карбу на кізікини могло потрапити зображення міфічної істоти Химери, також пов'язаної, як і крилатий кінь Пегас, із міфом про Беллерофонта. Однак не виключено, що Пегас був скопійований з монет міста Ферма, що є попередником Фессалонік.
Прикладами для деяких зображень на монетах з Мірмекійського скарбу стали відповідні зображення на монетах міст Великої Греції та Сицилії. Рельєф на аверсі 4 статерів зі складу скарбу, що зображає оголеного чоловіка верхи на дельфіні, ймовірно, відсилає до легендарного засновник сучасного Таранто у південній Італії — Фаланфа, або сина Посейдона Тарента (Тараса), з ім'ям якого пов'язують походження назви міста. Крім Тараса й самого Посейдона з дельфіном, у складі скарбу є дві монети з іншим морським божеством — Тритоном, ще одним сином Посейдона. Обидва примірники з Тритоном належать до вкрай рідкісних типів кізікинів.
Тип кізікинів з головою німфи праворуч також є одним з найбільш поширених серед монет скарбу; він має спорідненість із сиракузькими тетрадрахмами, що карбувалися приблизно в ті ж роки, що й цей тип статерів у Кізіку (жіночі голови на різних примірниках з Мірмекійського скарбу трактують і як профілі Гери чи Афродити. Бика було взято з монет міста Фурії, наступника зруйнованого Сібарісу. Протома (погрудне зображення, такий варіант застосовується на багатьох кізікинах зі скарбу) бика з чоловічою головою копіює реверс срібних монет сицилійського міста Гела.
Окремий комплекс сюжетів безумовно пов'язаний з Афінами, оскільки Кізік у V ст. до н. е. перейшов з-під панування персів під гегемонію цього міста (в рамках Делоського союзу), зберігши при цьому власне карбування. Таким чином, на кізікинах з'явилися персонажі міфів з Аттики. У складі Мірмекійського скарбу наявні монети з Кекропом, легендарним першим царем цієї області, що тримає в руці оливкову галузку (що є відсиланням до міфу про суперечку Посейдона та Афіни за Аттику, в якому Кекроп, бувши суддею, віддав першість Афіні, яка вперше посадила тут оливковое дерево і таким чином заслужила право стати покровителькою регіону); елевсинським героєм Триптолемом у колісниці, запряженій крилатими зміями, з пшеничним колоссям у руці (за міфом, це дари Триптолемові від Деметри, що вказують на його роль у навчанні людей хліборобства); богинею Геєю, що тримає немовля Ерихтонія, майбутнього царя Афін, вихованого доньками Кекропа.
У науковій літературі побутує думка, що на кізікинах з Мірмекійського скарбу відтворюються взірці аттичної скульптури. Зокрема, джерелом зображень Кекропа та Геї з Ерихтонієм могла бути мармурова скульптурна група. Свідченням на користь того, що така скульптура існувала та правила за взірець для інших творів зображувального мистецтва, є теракотовий рельєф, який зображує Гею, що віддає немовля Ерихтонія Афіні, та Кекропа з оливковою галузкою, котрий зберігався у Берліні. Рельєф атлета у військовому спорядженні, що бере участь, ймовірно, у гоплітодромі, за однією з версій, відтворював встановлену на Афінському Акрополі статую атлета Епіхарина праці Крітія. Голова ефеба на диску (один з найпоширеніших у рамках скарбу типів) є аналогічною до рельєфу архаїчного періоду, що перебуває у Національному музеї в Афінах.
Тип статера з зображенням напівфігури Афіни (у складі Мірмекійського скарбу — один примірник) належить до категорії комеморативних монет, які були випущені на спомин про перемогу в битві при Кізіку у 410 р. до н. е., коли під час Пелопоннеської війни афінський флот розгромив морські сили Пелопонеського союзу та його перських союзників, відновивши могутність Афін на Гелеспонті загалом і в тому числі в місті Кізік, яке під час попередніх бойових дій переходило з рук у руки.

## Історичний контекст

### Кізікини у Причорномор'ї
Сама знахідка такого великого скарбу кізікинів, викарбуваних на берегах Пропонтиди, у Північному Причорномор'ї, разом із тим фактом, що у виявленому зібранні монет в принципі відсутні монети з інших центрів карбування, демонструє значення грошей Кізіка в регіоні Чорного моря у V ст. до н. е. Від початку V ст. монети Кізіка, що раніше зазвичай не виходили за межі басейну Егейського моря, починають набувати великого значення у грошовому обігу Іонії та міст на узбережжі Понту Евксинського. Фактично протягом цілого століття кізікини були основним, якщо не єдиним, різновидом монети Причорномор'я, що містила золото, а також головною грошовою одиницею регіону серед інших давньогрецьких і, ширше, античних монет того часу. В IV ст. до н. е. найважливішу роль у грошовому обігу Боспорського царства відігравали лише два різновиди іноземної монети — кізікини та золоті статери Македонії. Поява окремих кізікинів на Боспорі, ймовірно, позначається ще VI ст. до н. е., однак їхній регулярний приплив до Північного Причорномор'я стосується саме V—IV ст. до н. е.

### Війни Боспорського царства
У IV ст. до н. е., коли було закладено Мірмекійський скарб, Мірмекій вже перебував у складі Боспорського царства. На цей період припадає активна експансія Боспору в регіоні, розгорнута за перших правителів царства з династії Спартокідів. Зокрема, Сатир I вів війну за приєднання Феодосії, під час якої він помер у 389 р. до н. е.
Першою половиною IV ст. до н. е. на городищах європейської (кримської) частини Боспорського царства датуються ознаки військово-політичної нестабільності. Це й активізація фортифікаційного будівництва, і сліди пожеж та руйнації. У деяких випадках поселення були занедбані, або ж спостерігалося перенесення центру міського життя на нове місце. Ця картина є актуальною для Кіммерика, Кітею, Німфею та Порфмію. Сліди руйнувань, вочевидь, слід датувати періодом 370—350 рр. до н. е.
Левкон I, син Сатира, що керував у 389—349 рр. до н. е., продовжував війну за володіння Феодосією; на боці останньої виступала Гераклея Понтійська, грецька колонія на південному березі Чорного моря. В якості дати приєднання Феодосії до Боспору часто називають 380 р. до н. е., однак є дані про те, що Гераклея могла брати активну участь у військових діях приблизно до 364 р. до н. е. (що узгоджується з межами періоду військової нестабільності, визначеними на археологічному матеріалі боспорських міст). Найважливішу роль у війні гераклейців з Левконом відігравав флот Гераклеї, причому боспорський морський флот, за деякими свідченнями, не надто успішно відбивав атаки ворога. Поліен у VI книзі своїх «Стратагем» повідомляє, що після однієї з поразок було навіть сплановано змову, відповідно до якої деякі трієрархи зі складу флоту Левкона збиралися перебігти до супротивника
Завдяки тому ж Поліенові відомо, що гераклейські кораблі під час війни висаджували десанти на всьому узбережжі Боспору. Прикметно, що час закладання Мірмекійського скарбу — ймовірно, друга чверть IV ст. до н. е. (375—350 рр.) — є доволі близьким до дати місць великих пожеж, відкритих у західній частині городища, в районі, що прилягав до гавані давнього Мірмекію, безпосередньо на мисі Карантинному. Щоправда, у східній частині міста, в тому числі в околицях святилища Деметри, жодні сліди руйнувань у другій чверті IV ст. до н. е. не простежуються. Таким чином, навіть якщо ворожий напад на Мірмекій відбувся (наприклад, з боку флоту Гераклеї Понтійської), то він був короткочасним і самого міста не зачепив, хоча цілком міг спровокувати приховання Мірмекійського скарбу, який, з огляду на свій розмір і місце закладання, міг становити собою частину міської або храмової скарбниці. З якихось причин, незважаючи на те, що Мірмекій вцілів, по скарб не повернулися.

## Значення скарбу
Мірмекійський скарб є другим за величиною скарбом у світі — виходячи з кількості монет, точно документованої у складі скарбів і доступної для дослідження. В селі Орлівка Ренійського району Одеської області у 1967 р. було відкрито найбільший на той час скарб кізікинів у Північному Причорномор'ї, що містився у бронзовій ойнохої і датований 330-ми рр. до н. е. Він також був розграбований; вдалося отримати для дослідження лише 71 статер (8 монет — II групи, 21 — III групи, 42 — IV групи). Мірмекійський скарб переважає всі відомі скарби кізікинів Північного та Західного Причорномор'я та регіону Егейського моря. При цьому його характерною особливістю є відсутність монет з інших центрів карбування та хронологічна компактність презентованого матеріалу.
На території колишнього Боспорського царства регулярно трапляються поодинокі знахідки статерів з Кізіка. Їх знаходили у Кепах, Німфеї, Пантикапеї, Патреї, Фанагорії. Також кізікини знаходили у складі скарбів, виявлених у Криму та на Тамані. У 1835 р. під час будівництва Карантинного шляху в Керчі, що проходила поблизу городища Мірмекій, було виявлено глек, який містив близько 200 кізікинів і близько 50 боспорських монет (т. зв. Керченський скарб). Родина робітника, що знайшов скарб, розпродала його за безцінь частинами, потім переважну частину монет було переплавлено. 4 монети згодом викупив А. Б. Ашик для Керченського музею старовини. Цей скарб належав до другої-третьої чверті IV ст. до н. е.
На думку радянського історика й археолога Д. Б. Шелова, більшість боспорських скарбів з кізікинами було закладено у 30-х або на початку 20-х рр. IV ст. до н. е. внаслідок демонетизації кізікських статерів, пов'язаної з насиченістю ринку золотими монетами Олександра Великого. Скарб з Мірмекію вибивається з цієї тенденції, оскільки належить до іншого періоду і взагалі є найбільш раннім за часом закладання скарбом кізікинів на території Боспорського царства. Мірмекійський скарб є не лише найбільшим, а й єдиним на час знахідки великим нерозграбованим скарбом кізікинів Боспорського царства, що цілком потрапив до рук дослідників, причому з точною прив'язкою до конкретного місця виявлення.

### Археологія Мірмекію
З-поміж монетних скарбів, виявлених у Мірмекії та околицях, скарб кізікинів 2003 р. також входить до переліку найбільших. Крім знахідки на Карантинному шосе у 1835 р., низку скарбів було розкрито у XX та на початку XXI ст. Знайдений під час будівельних робіт скарб бронзових монет 1934 р., який спровокував початок ретельних розкопок у Мірмекії, містив не менш ніж 87 монет; принаймні деякі з них — з Пантикапею. О. М. Зограф зарахував скарб до другої половини III ст. до н. е. У 1958 р. у східній частині городища були знайдені 12 монет Синопи 40-х рр. I ст. до н. е. — одна з перших знахідок таких монет на території Боспорського царства.
У 1960 р. в центральній частині городища у глиняному глечику були виявлені 32 бронзові монети Пантикапею, сховані на початку III ст. до н. е. У 1988 р. на території елліністичного некрополя на північний захід від Мірмекію було розкрито скарб срібних і білонових статерів Боспору 234—253 рр. н. е., що містив від 2 до 3,5 тисяч монет. Монети скарбу під час земляних робіт були розсіяні на великій території і переважно розійшлися приватними руками; до Керченського історико-археологічного музею потрапила лише 521 монета.
У 1998 р. ймовірно в околицях Мірмекію місцевий мешканець знайшов золотий статер 9-8 рр. до н. е. з зображенням Октавіана Августа на аверсі та Марка Віпсанія Агрипи на реверсі, на час знахідки — третій відомий науці екземпляр свого типу, який сам по собі може вважатися скарбом з огляду на свою цінність. У 2002 р. Ермітажна експедиція О. М. Бутягіна у південно-західній частині городища виявила скарб із 723 бронзових монет Пантикапею одного типу, орієнтовно другої чверті III ст. до н. е. Це найбільший монетний скарб Керченського музею.
Таким чином, більшість скарбів Мірмекію та околиць належить до III ст. до н. е. і може бути пов'язана з монетною кризою цього періоду, що є характерним і для інших поселень Боспорського царства та Північного Причорномор'я загалом. Скарб кізікинів IV ст. до н. е. за своєю величиною та цінністю вибивається з цієї картини, свідчачи на користь високого рівня розвитку економіки малих міст Боспору на ранніх етапах їхньої історії.

## Музейна доля скарбу
Одразу ж після знахідки монети скарбу були перелічені, описані, сфотографовані (зусиллями археологів Н. Ю. та М. В. Новосьолових, реставратора Ермітажу Н. О. Большакової та інших учасників Мірмекійської археологічної експедиції) та згодом передані до КІКЗ. Були задокументовані та передані до заповідника в тому числі й 4 монети, знайдені пізніше. Дуже пошкоджену бронзову ольпу, в якій перебував скарб, зусиллями керченських реставраторів було цілковито відновлено.
11 квітня 2005 року відчинила свої двері для відвідувачів філія КІКЗ — Золота комора, де були виставлені твори ювелірного мистецтва, геми та нумізматична експозиція, в тому числі Мірмекійський скарб. Електрові статери з Мірмекійського скарбу склали переважну частину нумізматичної колекції КІКЗ у категорії золотих античних монет: зі 107 таких монет, які були серед експонатів заповідника станом на 2010 рік, 99 — це кізікини з Мірмекію. Загалом у КІКЗ на той час зберігався 101 кізікин; тобто, лише 2 монети в зібранні заповідника походили не зі складу Мірмекійського скарбу — одна монета з зображенням голови Зевса-Аммона з розкопок Німфею (знахідка 1998 року) та одна монета зі стертим зображенням з гори Мітридат (знахідка 1970 року).
З 7 грудня 2004 р. до 20 березня 2005 р. в Ермітажі відбулася підготована спільно з фахівцями КІКЗ виставка, присвячена знахідці Мірмекійського скарбу археологами Ермітажу і на якій скарб був показаний широкій громадськості. Також на ній експонувалися монети та пам'ятки гліптики з колекції Ермітажу. В квітні-травні 2006 р. в залі Ротонда Зимового палацу (Санкт-Петербург, РФ) Мірмекійський скарб був виставлений знову. Також на виставці були презентовані вироби з бронзи та кістки, кераміка та скульптура з городища Мірмекій, що перебувають у зібранні Ермітажу. З жовтня 2015 до січня 2016 рр. 15 статерів з Мірмекійського скарбу разом із глеком, у якому їх було знайдено, були презентовані на виставці «На землі грифона. Антична археологія Ермітажу в Криму», організованій, як і 2006 р., під кураторством О. М. Бутягіна та присвяченій знайденим під час археологічних експедицій Ермітажу (Німфей, Мірмекій, Акра та інші прадавні міста) предметам з фондів «Східнокримського історико-культурного музею-заповідника», створеного у 2014 р. після російської окупації Криму у 2014 році на базі КІКЗ.